# Lehmann Bernheimer
Pour les articles homonymes, voir Bernheimer.
Lehmann Bernheimer, né le 27 décembre 1841 à Buttenhausen et décédé le 29 mai 1918 à Munich, est un marchand d'art et un mécène.

## Biographie
Bernheimer nait en 1841 à Buttenhausen près de Münsingen dans le land de Bade-Wurtemberg, troisième enfant de Meier Bernheimer (1801-1870) et de sa femme Sarah, née Kahn (1803-1881). Une petite communauté juive rurale existe à Buttenhausen depuis une lettre de protection de 1787. Son père est marchand de tissus et propose ses marchandises sur différents marchés du sud de l'Allemagne, notamment à la foire de Munich Auer Dult.
Lehmann fréquente d'abord l'école primaire de Buttenhausen. A l'âge de dix ans, Lehmann est inscrit au collège à Stuttgart, qu'il quitte quatre ans plus tard avec son diplôme.
Bernheimer fonde le 10 mai 1864 à Munich son premier magasin de tissus d'habillement et de confection. Á cette époque, il reprend un magasin de textile en quasi-faillite sur la Salvatorplatz à Munich. En 1870, il transfère le magasin au 17 de la Kaufingerstraße. L'offre s'élargit progressivement, notamment aux tapis d'Orient et aux arts décoratifs ainsi qu'à l'artisanat. Le commerce de tissus se transforme bientôt en maison d'art et de vente aux enchères Bernheimer. Celui-ci achete du mobilier, des sculptures, de la faïence, etc. sur les places les plus importantes, ce qui lui permet de prospérer. De 1887 à 1889, Bernheimer fait construire au 3 de la Lenbachplatz la Maison Bernheimer d'après un projet de l'architecte Friedrich von Thiersch, soulignant ainsi sa volonté d'aménagement urbain. L'inauguration de la « plus grande maison d'art du monde » a lieu le 10 décembre 1889 en présence de Prince-régent Luitpold.
Lehmann Bernheimer se marie en 1864 à Fanny Bernheimer, née Haimann (1843-1911). De ce mariage naissent Emma (1865-1950), Isidor (* avant 1870), Max (1870-1933), Ernst (1875-1956) et Otto (1877-1960).
Dans les années 1890, ses fils Max, Ernst et Otto rejoignent l'entreprise de leur père. À l'âge de vingt-et-un ans, chaque fils reçoit une procuration et peut effectuer des achats de manière autonome. À 25 ans, ils deviennent associés à part entière. En 1897, la maison est presque entièrement détruite par un incendie.

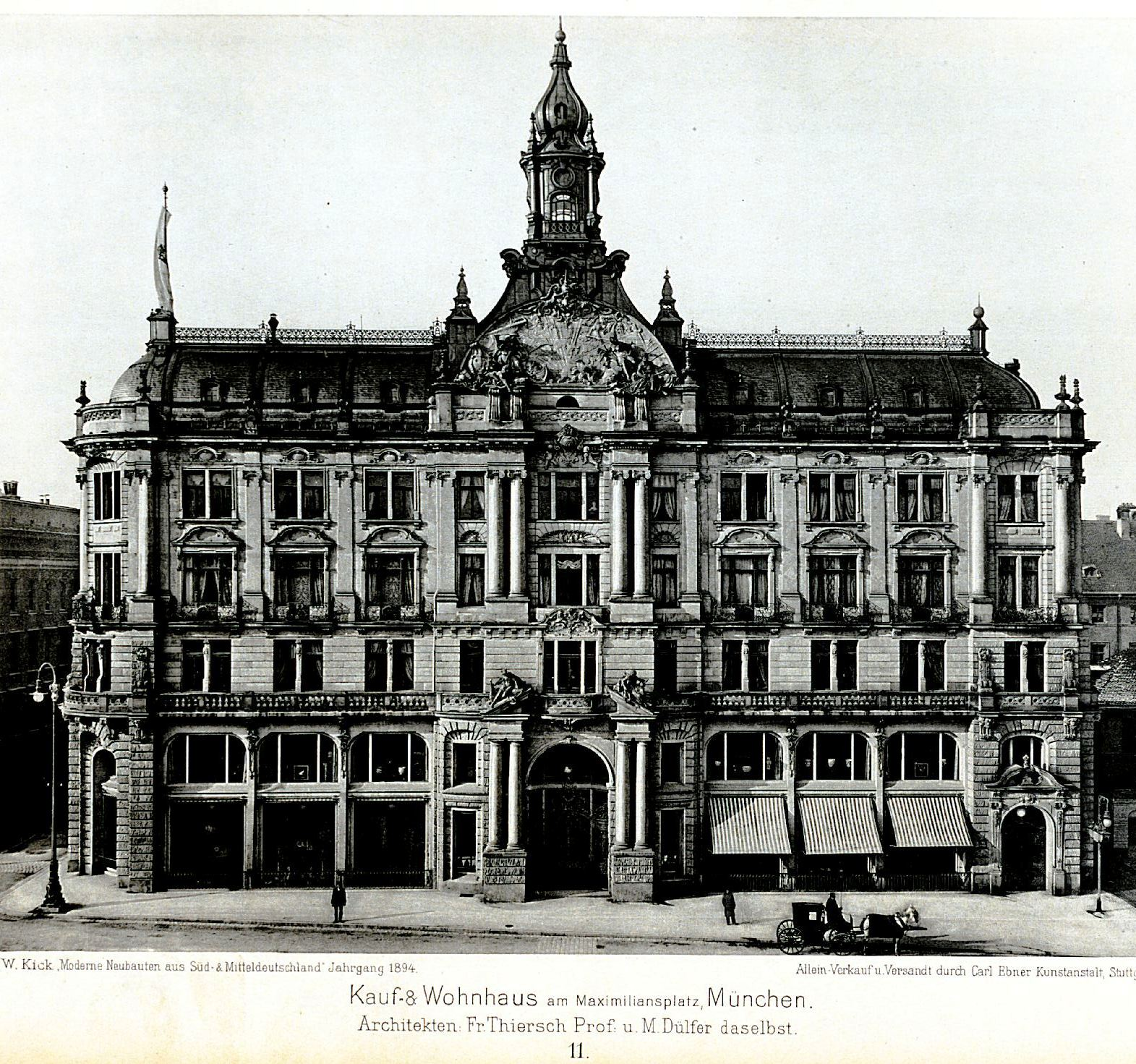
La maison Bernheimer

En 1903, Lehmann Bernheimer fait don d'une école secondaire pour juifs et chrétiens à sa ville natale de Buttenhausen. L'école reçoit le nom de « Bernheimersche Realschule ».
De 1907 à 1910, le magasin est agrandi par l'achat des maisons situées 13 et 14 Ottostraße qui sont ajoutées au complexe du 3 Lenbachplatz. Les architectes Friedrich von Thiersch et Martin Dülfer sont chargés de la réalisation. Il en résulte entre autres une cour italienne pour la présentation de sculptures en pierre et d'autres objets d'art. Le fleuron du nouveau bâtiment est la salle des tapisseries. Grâce à l'utilisation de techniques modernes, il est dorénavant possible d'aménager certaines pièces de manière flexible et de les meubler selon les goûts des clients.

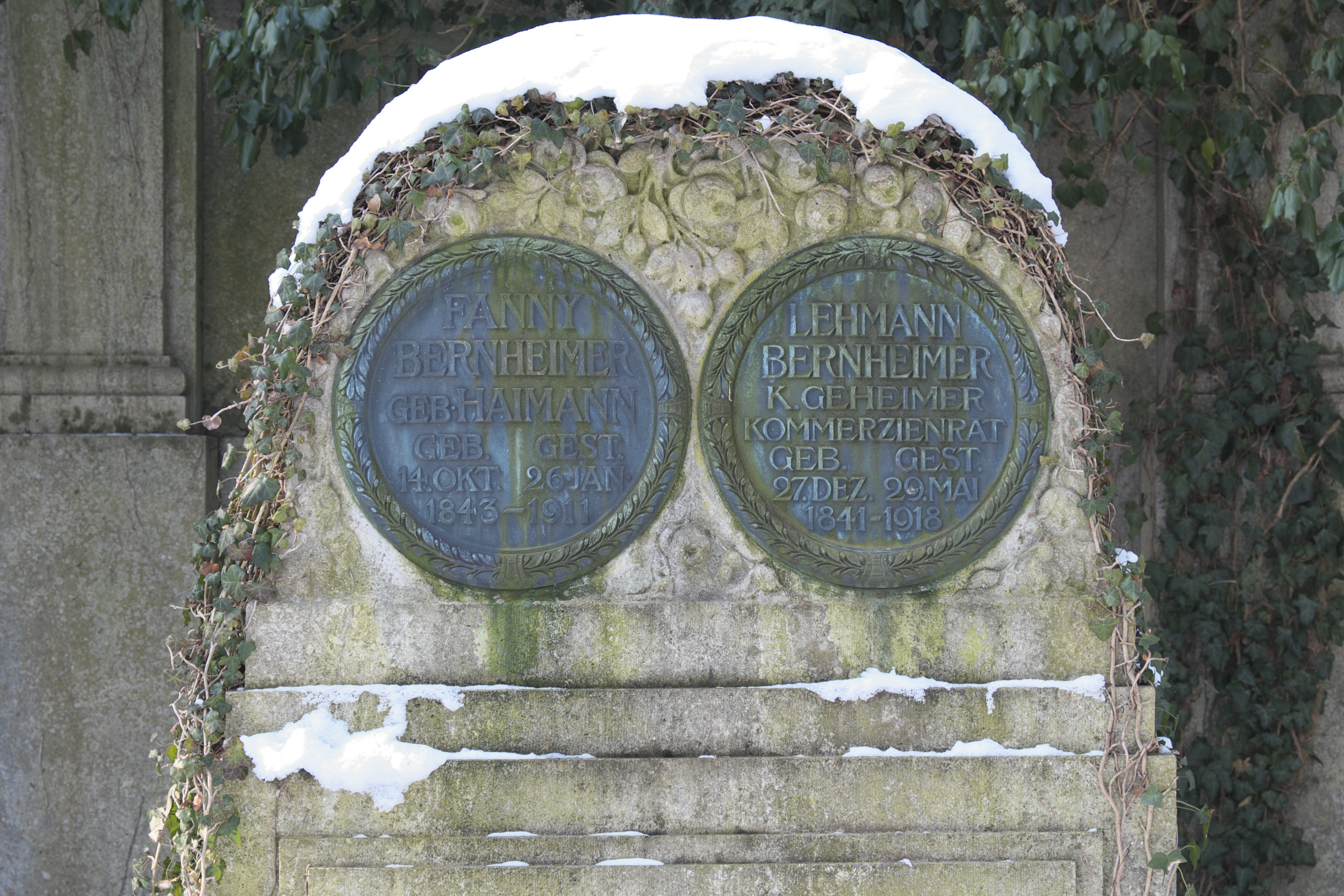
Tombe de Lehmann Bernheimer au nouveau cimetière juif de Munich

L'entreprise de Lehmann Bernheimer compte parmi ses clients toute la haute noblesse européenne, des industriels américains et européens, des membres de la grande bourgeoisie ainsi que des écrivains et peintres renommés.
Bernheimer exploite également des ateliers internes dans lesquels des meubles et autres objets peuvent être reproduits lorsque les originaux ne sont pas disponibles. À la veille de la Première Guerre mondiale, l'entreprise emploie 115 personnes.
Bernheimer décède en mai 1918 à Munich, à l'âge de 77 ans, des suites d'un AVC. Il est enterré au nouveau cimetière juif de Munich.  Après sa mort, ses fils Max, Ernst et Otto reprennent la direction de la société.  

## La société pendant et après la Seconde Guerre mondiale
La société de Bernheimer, la Kunst- und Antiquitätenhaus L. Bernheimer, est vandalisée et pillée lors de la nuit de Cristal du 9 au 10 novembre 1938. Peu de temps après, les nazis ferment l'entreprise et interdisent au propriétaire juif d'entrer dans les locaux. À l'instigation du Gauleiter Adolf Wagner, l'association Kameradschaft der Künstler  (Camaraderie des artistes) reprend le commerce le 16 novembre 1939. L'entreprise d'art et d'antiquités Bernheimer aryanisée continue sous le nom de Münchner Kunsthandels-Gesellschaft/Kameradschaft der Künstler - vormals L. Bernheimer KG (Société munichoise de commerce d'art/Camaraderie des artistes - anciennement L. Bernheimer KG) son activité jusqu'en 1945
Max Bernheimer décède en mars 1933. En avril 1939, Karoline, sa veuve, réussit à s'enfuir à New York, aux États-Unis. À partir de la fin de l'année 1938, Ernst et sa femme Berta Bernheimer demandent en vain des autorisations d'émigration. Ce n'est qu'en février 1941 que toute la famille réussit à émigrer à Cuba.   
Otto Bernheimer et ses fils sont déportés au camp de concentration de Dachau lors de la nuit de Cristal du 9 au 10 novembre 1938. Avec sa femme Charlotte et leurs fils, Ludwig et Kurt, il réussit à s'enfuir au Venezuela en avril 1939.
En 1940, sous la direction de Georg Neuner, la Städtische Musikinstrumentensammlung (Collection municipale d'instruments de musique) achète des instruments au marchand d'art et d'antiquités. Il s'agit d'une variété de cloches, de tambours et d'instruments à cordes de Perse, de Chine et d'Asie centrale, ainsi que de trompettes transversales d'Afrique. Lorsque la collection d'instruments de musique est transférée au Münchner Stadtmuseum en 1958, les instruments deviennent partie intégrante des collections du musée. En 2019, les dix-sept instruments de musique sont restitués aux descendants de la famille Bernheimer.
Après la guerre, Otto, le fils de Lehmann, retourne en Allemagne pour reconstruire l'entreprise. En 1977, Konrad, qui n'a alors que 26 ans, prend la relève de son grand-père et se concentre sur un nouveau domaine : les tableaux de maîtres anciens, un marché alors florissant.

## Hommages à Lehmann Bernheimer
- 1882 : Nommé fournisseur de la Cour royale bavaroise par le roi Louis II.
- 1884 : Nommé premier conseiller commercial royal bavarois.
- 1904 : Citoyen d'honneur de Buttenhausen